# Commune fusionnée de Hettenleidelheim
La Commune fusionnée de Hettenleidelheim est une municipalité allemande située dans le land de Rhénanie-Palatinat et l'arrondissement de Bad Dürkheim. Le chef-lieu est la commune de Hettenleidelheim.

## Les communes de la commune fusionnée de Hettenleidelheim
1. Altleiningen
2. Carlsberg
3. Hettenleidelheim
4. Tiefenthal
5. Wattenheim

## Source
- (de) Cet article est partiellement ou en totalité issu de l’article de Wikipédia en allemand intitulé « Verbandsgemeinde Hettenleidelheim » (voir la liste des auteurs).